# Amager Bakke
Amager Bakke er et forbrændingsanlæg opført i 2017 i København. I 2024 er et CO2-fangst-anlæg i drift, hvor 30 tons flydende CO2 køres med lastbil til et gartneri, hvor det forbedrer plantevæksten med 10%.
Oven på den skrånende bygning er der anlagt en tør skibakke med 3 pister, klatrevæg, løbestier, omklædningsmuligheder og en café.

## Eksterne links
- Video af byggeriet, 2017. TV2
- Dit skrald kan oplade din telefon. DR P3, 2024

55°41′05″N 12°37′14″Ø / 55.6847°N 12.6206°Ø